# Okraj Punakha
Okraj Punakha  (Dzongkha: ཐིམ་ཕུ་རྫོང་ཁག་; Wylie:Spu-na-kha rdzong-khag) v Butanu, je administrativna upravna enota (okrožje) zahodne pokrajine (dzongdey). Upravno središče okraja je Punakha, ki je bilo glavno mesto srednjeveškega Butana in sedež vlade vse do 1955. Okraj Punaka leži na nadmorski višini med 1100 m in 2500 m ter meji na okraje Gasa na severu, Thimphu na zahodu in Vangdue Phodrang na vzhodu in jugu. Glavni jezik v okraju je Dzongkha, ki je tudi državni jezik.
V okraju pridelujejo riž in žitarice (pšenica, koruza), sadje in zelenjavo. Med sadjem pridelujejo limone, hruške, guave in pasijonke.

## Znamenitosti
- Punakha dzong
- Samostan Čimi (Chhimi Lhakhang)
- Stupa Khamsum Yulley Namgyal (znana tudi kot Nyizergang Chöten in Punakha Zangdopelri)

Punakha dzong (Pungtang Dečen Photrang Dzong) v kraju Punakha, je administrativni in verski center okraja, pozimi pa je tudi sedež butanskega Dratšang Lentšoga (Osrednje meniško telo). Od leta 1680 je bil dzong tudi mesto zemeljskega počivanja šabdrunga Ngavang Namgjala, ustanovitelja Butana, ki leži v posebni sobi v dzongu. Punakha dzong je bil glavno mesto Butana v času vladanja šabdrunga Ngavang Namgjala. Je eden zgodovinskih dzongov za celotno državo. Zgradil ga je šabdrung Ngvang Namgjal leta 1637-38 na sotočju dveh rek: Po Čhu (oče) in Mo Čhu (mati).

## Upravna razdelitev
Okraj Punaka je razdeljen na enajst vaških skupnosti ali (gevogov):
- Barp
- Čubu (Chhubu)
- Dzomi
- Goenšari (Goenshari)
- Guma
- Kabdžisa (Kabjisa)
- Lingmuka
- Šenga Bdžemi (Shenga Bjemi)
- Talo
- Toepisa
- Toewang

Več kot polovica okraja leži znotraj narodnega parka Džigme Dordži, ki je eno od zaščitenih območij v Butanu. V okraju je na meji z Thimphujem tudi biološki koridor .
- Okraj Punakha